# Granatiere (destroyer, 1938)
Pour les articles homonymes, voir Granatiere (destroyer).
Le Granatiere (fanion « GN ») était un destroyer italien de la classe Soldati lancé en 1938 pour la Marine royale italienne (en italien : Regia Marina). 

## Conception et description
Les destroyers de la classe Soldati étaient des versions légèrement améliorées de la classe précédente Oriani. Ils avaient une longueur entre perpendiculaires de 101,6 mètres et une longueur hors tout de 106,7 mètres. Les navires avaient une largeur de 10,15 mètres  et un tirant d'eau moyen de 3,15 mètres et de 4,3 mètres à pleine charge. Les Soldatis déplaçaient 1 830-1 850 tonnes métriques à charge normale, et 2 450-2 550 tonnes métriques à pleine charge. Leur effectif en temps de guerre était de 206 officiers et hommes de troupe.
Le Granatiere était propulsé par deux turbines à vapeur à engrenages Belluzzo/Parsons, chacune entraînant un arbre d'hélice à l'aide de la vapeur fournie par trois chaudières Yarrow. Conçus pour une puissance maximale de 48 000 chevaux-vapeur (36 000 kW) et une vitesse de 34-35 nœuds (63-65 km/h) en service, les navires de la classe Soldati ont atteint des vitesses de 39-40 nœuds (72-74 km/h) pendant leurs essais en mer alors qu'ils étaient légèrement chargés. Ils transportaient suffisamment de fuel pour avoir une autonomie de 2 340 milles nautiques (4 330 km) à une vitesse de 14 nœuds (26 km/h) et de 682 milles nautiques (1 263 km) à une vitesse de 34 nœuds (63 km/h).
La batterie principale du Granatiere était composée de quatre canons de 120 millimètres de calibre 50 dans deux tourelles jumelées, une à l'avant et une à l'arrière de la superstructure. Sur une plate-forme au milieu du navire se trouvait un canon à obus en étoile de 120 millimètres de 15 calibres. La défense antiaérienne des Soldatis était assurée par huit canons Breda modèle 1935 de 20 millimètres. Les navires étaient équipés de six tubes lance-torpilles de 533 millimètres dans deux supports triples au milieu du navire. Bien qu'ils ne soient pas dotés d'un système de sonar pour la lutte anti-sous-marine, ils sont équipés d'une paire de lanceurs de grenades sous-marines. Les navires pouvaient transporter 48 mines.

## Construction et mise en service
Le Granatiere est construit par le chantier naval Cantiere navale di Palermo de Palerme en Italie, et mis sur cale le 5 avril 1937. Il est lancé le 24 avril 1938 et est achevé et mis en service le 1er février 1939. Il est commissionné le même jour dans la Regia Marina.

## Histoire du service

### Service dans la Regia Marina et la Seconde Guerre mondiale
En 1939, le Granatiere fait une croisière le long des côtes de l'Espagne.
Au début de la Seconde Guerre mondiale, il est le chef d'escadron du XIIIe escadron de destroyers, qu'il forme avec ses navires-jumeaux (sister ships) Bersagliere, Fuciliere et Alpino
Le 7 juillet 1940, à 12h35, il quitte Palerme avec les unités de section et la VIIe division de croiseurs (Eugenio di Savoia, Duca d’Aosta, Attendolo et Montecuccoli), puis rejoint le reste du IIe escadron naval (croiseur lourd Pola, Ire, IIe et IIIe division de croiseurs, pour un total de 7 unités et IXe, Xe, XIe et XIIe escadron de destroyers) qui, après avoir joué le rôle de force d'appui pour une opération de transport pour la Libye, rejoint la Ire escadre et participé à la bataille de Punta Stilo du 9 juillet; cependant la VIIe division (et avec elle le XIIIe escadron) s'est jointe tardivement au reste de la formation italienne, en raison de la bataille déjà en cours, n'ayant ainsi qu'un rôle marginal dans la bataille,.
Entre le 30 juillet et le 1er août, il fournit une escorte indirecte - avec le Ascari, le Bersagliere et le Fuciliere, aux croiseurs Pola, Zara, Fiume, Gorizia, Trento, da Barbiano, Alberto di Giussano, Eugenio di Savoia, Duca degli Abruzzi, Attendolo, Montecuccoli et aux IXe, XIIe et XVe escadron de destroyers pour un total de 11 unités - deux convois pour la Libye, qui voient un total de 10 navires marchands, 4 destroyers et 12 torpilleurs en mer.
Vers midi, le 27 novembre, il part de Naples avec les cuirassés Giulio Cesare et Vittorio Veneto, le reste du XIIIe escadron et le VIIe escadron de destroyers (Freccia, Dardo, Saetta), puis participe à la peu concluante bataille de Capo Teulada,.
Le 8 février 1941, il navigue de La Spezia avec les autres unités du XIIIe escadron, le Xe escadron de destroyers (Maestrale, Grecale, Libeccio, Scirocco) et les cuirassés Vittorio Veneto, Cesare et Doria pour intercepter la formation britannique dirigée vers Gênes pour bombarder cette ville. Le lendemain, l'équipe italienne rejoint la IIIe division de croiseurs (Trento, Trieste, Bolzano) qui a quitté Messine avec les destroyers Carabiniere et Corazziere, mais ne réussit ni à empêcher le bombardement, ni à identifier les navires anglais,.
Le matin du 27 mars, il remplace, avec le reste du XIIIe escadron, le Xe escadron de destroyers (Maestrale, Grecale, Libeccio, Scirocco) dans l'escorte du cuirassé Vittorio Veneto, qui avec diverses autres unités - Ire division de croiseurs (Zara, Pola, Fiume), IIIe division de croiseurs (Trento, Trieste, Bolzano) et VIIIe division de croiseurs (Garibaldi et Duca degli Abruzzi), IXe escadron de destroyers (Alfieri, Oriani, Gioberti, Carducci), XVIe escadron de destroyers (Da Recco, Pessagno), XIIe escadron de destroyers (Corazziere, Carabiniere, Ascari) - destiné à participer à l'opération "Gaudo", qui a plus tard abouti à la désastreuse bataille du cap Matapan, qui s'est terminée par la perte de toute la Ire division et des destroyers Alfieri et Carducci. Au cours de cette bataille, les navires du XIIIe escadron escortent le Vittorio Veneto, endommagé par un bombardier-torpilleur, le défendant avec leur propre tir anti-aérien.
Du 19 au 21 mai, il a servi d'escorte indirecte, avec les croiseurs Duca degli Abruzzi et Garibaldi et les destroyers Bersagliere et Alpino, à un convoi à Tripoli (navires marchands Preussen, Sparta, Capo Orso, Castelverde et Motia, pétroliers Panuco et Superga, destroyers Euro, Folgore, Fulmine, Strale et Turbine). Le convoi arrive à destination sans pertes, malgré les attaques sous-marines.
Le 3 juin, il part de Palerme pour rejoindre, avec les Bersagliere, Fuciliere et Alpino  et les croiseurs Duca degli Abruzzi et Garibaldi, dans l'escorte indirecte du convoi "Aquitania" (navires marchands Aquitania, Caffaro, Nirvo, Montello, Beatrice Costa et le pétrolier Pozarica, en route Naples-Tripoli avec l'escorte des destroyers Dardo, Aviere, Geniere et Camicia Nera et le torpilleur Missori). Le 4 juin, alors que les navires sontà une vingtaine de milles nautiques (37 km) des îles Kerkennah, ils sont attaqués par des avions qui frappent le Montello, qui explose sans laisser de survivants, et le Beatrice Costa, qui, irrémédiablement endommagé, doit être abandonné et coulé par le Camicia Nera,.
Le 28 juillet, il prend la mer avec le Bersagliereet la VIIIe division des croiseurs (Garibaldi et Montecuccoli) pour protéger les huit convois naviguant entre l'Italie et la Libye; un sous-marin anglais torpille le Garibaldi, causant de graves dommages.
Le 24 septembre 1941, avec le Bersagliere, le Fuciliere et un autre destroyer attaché à la XIIIe escadron de destroyers, le Gioberti, il quitte Naples avec les cuirassés Vittorio Veneto et Littorio et le XIVe escadron de destroyers(Folgore, da Recco, Pessagno) pour intercepter un convoi britannique , mais il n’a pas réussi.
Le 8 octobre, à 22h20, il part de Naples pour escorter vers la Libye, avec les Bersagliere, Fuciliere et Alpino (rejoints plus tard par le vieux torpilleur Cascino de Trapani), le convoi "Giulia", composé du pétrolier Proserpina et les transports Giulia, Bainsizza, Nirvo, Zena et Casaregis. Le Bainsizza et le Nirvo, touchés par des avaries, devaient cependant réparer à Trapani tandis que le 12 octobre, à 22h25, des bombardiers-torpilleurs britanniques du 830th Squadron attaquent le convoi et coulent le Zena et le Casaregis (respectivement à la position géographique de 34° 52′ N, 12° 22′ E et 34° 10′ N, 12° 38′ E). Le convoi "Giulia" est le premier convoi à être victime du décryptage effectué par l'organisation Ultra.
Le matin du 8 novembre 1941, le Granatiere part de Messine avec la IIIe division (Trento et Trieste) et les destroyers Alpino, Fuciliere et Bersagliere pour servir d'escorte indirecte au convoi "Duisburg". Ce convoi, formé par le Duisburg, San Marco, Sagitta, Maria, Rina Corrado, Conte di Misurata et Minatitlan (avec un total de 34 473 t de ravitaillement, 389 véhicules, 243 hommes à bord) se dirige vers Tripoli avec l'escorte des destroyers Maestrale, Grecale, Libeccio, Fulmine, Euro et Alfredo Oriani,. La nuit suivante, le convoi est attaqué et détruit par la "Force K" britannique (croiseurs légers HMS Aurora (12) et HMS Penelope (97) et destroyers HMS Lance (G87) et HMS Lively (G40)). Tous les navires marchands et le Fulmine sont coulés, tandis que le Grecale subit de graves dommages. Le Granatiere ne participa pas au combat.
Le 21 novembre 1941, il part en mer pour escorter à Messine, avec le croiseur léger Garibaldi, les destroyers Vivaldi, da Noli, Alpino, Fuciliere, Corazziere et Carabiniere et le torpilleur Perseo, le croiseur léger Duca degli Abruzzi, gravement endommagé par des bombardiers-torpilleurs lors d'une mission d'escorte indirecte avec deux convois vers la Libye.
À 17h40, le 13 décembre, il part de Tarente avec les cuirassés Littorio et Vittorio Veneto, les trois destroyers de l'escadron et les torpilleurs Centauro et Clio (une formation qui est plus tard renforcée par l'envoi des destroyers Vivaldi, Malocello, da Recco, da Noli et Zeno) pour servir de force de couverture de l'opération "M 41" (trois convois pour la Libye composés de 6 navires marchands, 5 destroyers et un torpilleur), qui a cependant été dévasté par des attaques sous-marines, qui ont coulé deux transports (Fabio Filzi et Carlo del Greco) et gravement endommagé le cuirassé Vittorio Veneto.
Le 16 décembre, avec les cuirassés Andrea Doria, Giulio Cesare et Littorio, il fait partie avec les croiseurs lourds Trento et Gorizia et les destroyers Bersagliere, Maestrale, Fuciliere, Alpino, Corazziere, Carabiniere, Oriani, Gioberti et Usodimare, de l'appui force pour l'opération de transport pour la Libye "M 42" (deux convois composés entièrement des navires marchands Monginevro, Napoli, Ankara et Vettor Pisani escortés par les destroyers Saetta, Da Recco, Vivaldi, Da Noli, Malocello, Pessagno et Zeno, tous deux partis de Tarente et direct à Benghazi - pour le Ankara et le Saetta - et Tripoli - pour les autres unités). Les navires arrivent indemnes à destination le 18, tandis que le groupe de soutien prend part à un affrontement peu concluant avec une formation britannique qui prend le nom de la première bataille de Syrte, dans laquelle, cependant, le Granatiere n'a pas joué un rôle particulier. Après la fin de la bataille, vers six heures du matin du 18 décembre, le Granatiere, en manœuvrant à grande vitesse, est entré en collision avec le Corazziere: les deux navires ont fait des victimes (sur le Granatiere il y a, selon les sources, 3 ou 20 morts) et des dommages très graves avec le retrait réciproque de la proue, le remorquage vers Navarin, où, après les premières réparations, il a continué jusqu'à Tarente,,,,.
Les réparations et reconstructions ultérieures de la proue ont été très longues, se prolongeant jusqu'en septembre 1942. Au cours de ces travaux, le Granatiere subit également des modifications telles que l'élimination de la pièce éclairante et l'embarquement de 4 mitrailleuses de 20 mm.
À 22 h 15 le 15 novembre, le Granatiere et le Bersagliere quittent Tarente pour escorter le grand et moderne pétrolier Giulio Giordani: c'est le dernier pétrolier envoyé en Libye, avec une charge vitale de 7 400 tonnes de carburant et 35 tonnes de lubrifiants. À huit heures du soir du 17 novembre, des bombardiers-torpilleurs britanniques, informés par l'organisation Ultra, attaquent le convoi au nord de Misurata. Le Granatiere  et le Bersagliere tentent de cacher le gros pétrolier dans des écrans de fumée, mais deux torpilles le touchent, le transformant en feu ,. Le Granatiere envoie le message suivant à la base: «Le pétrolier touché coule, je reste dans la zone pour récupérer les naufragés jusqu'à l'aube» auquel Supermarina a répondu «Essayez de sauver le pétrolier par tous les moyens. S'il coule, une fois la récupération des naufragés terminée, dirigez-vous vers Messine à l'est et à l'ouest en fonction des conditions de la mer. Pas de possibilité de ravitaillement à Tripoli ». Après des tentatives infructueuses pour sauver le navire, les deux destroyers sont laissés seulement pour rassembler les naufragés et retourner à la base,.
Le 22 mars 1943, le Granatiere est touché et gravement endommagé lors d'un raid aérien américain sur Palerme: 42 membres d'équipage du navire sont tués, tandis que 24 autres sont blessés,,,.
Lors de réparations et de modifications ultérieures, il reçoit 2 autres mitrailleuses de 37/54 mm à la place du complexe tubes lance-torpilles arrière ; un échogoniomètre est également installé à bord.
Lors de la proclamation de l'armistice, le 8 septembre 1943 (Armistice de Cassibile), le navire est encore en construction dans l'arsenal de Tarente. Il ne revient au service que le 15 octobre de la même année.
Pendant le conflit contre les Alliés, le Granatiere a effectué 124 missions de guerre, couvrant 47 000 milles nautiques (87 000 km).
Pendant la cobelligérance, le Granatiere est ensuite utilisé pour l'entraînement au bombardement naval côtier et dans les missions d'escorte et de transport de troupes sur les routes de l'Afrique du Nord et de la mer Rouge.
Le 2 mai 1944, il participe, avec le destroyer Oriani, à un combat contre les torpilleurs allemands dans les eaux albanaises.
Les 27 et 28 décembre 1944, il secourt le navire à vapeur yougoslave Kumanov dans le canal de Sicile.

### La période d'après-guerre et le service dans la marine italienne
Après la guerre, il devient membre de la Marina Militare, avec l'entrée de l'Italie dans l'OTAN, il reçoit le numéro de coque (pennant number) D 550 pour remplacer l'ancien code d'identification GN qui l'avait distingué jusque-là.

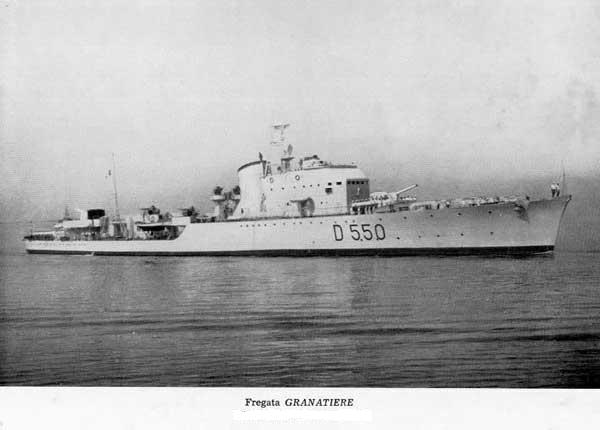
le Granatiere (D 550)

L'unité est modernisée plusieurs fois d'abord en 1948-1949 puis, de manière plus approfondie, en 1953-1954, en étant reclassée frégate dans la dernière partie de sa vie opérationnelle.
Le 26 octobre 1954, le navire participe à son retour de Trieste en Italie, avec le croiseur Duca degli Abruzzi et les destroyers Artigliere et Grecale, qui est la première unité de la Marina Militare à entrer dans le port de Trieste, avec la foule enthousiaste qui monte à bord des unités navales pour exprimer la grande joie aux équipages pour le retour en Italie.
En 1958, le Granatiere est mis en réserve, puis désarmé et radié la même année.
Il est démoli en 1960.
Le nom Granatiere  est ensuite hérité d'un patrouilleur d'escouade de la classe Soldati, entré en service en 1996 et désarmé le 20 septembre 2015.

### Commandement
Commandants
- Capitaine de vaisseau (capitano di vascello) Gerardo Galata (né à Naples le 12 juillet 1893) (1er février 1939 - 14 juillet 1940)
- Capitaine de vaisseau (capitano di vascello) Vittorio De Pace (né à Lecce le 6 septembre 1897) (15 juillet 1940 - octobre 1941)
- Capitaine de vaisseau (capitano di vascello) Ferrante Capponi (né à Florence le 11 août 1898) (octobre - 18 décembre 1941)
- Capitaine de frégate (capitano di fregata) Agostino Calosi (né à Florence le 26 décembre 1902) (décembre 1941 - septembre 1942)
- Capitaine de frégate (capitano di fregata) Giuseppe Gregorio (né à Savona le 3 février 1901) (septembre 1942 - août 1943)
- Capitaine de frégate (capitano di fregata) Marcello Pucci Boncambi (né à Pérouse le 21 juillet 1904) (août - décembre 1943)